# 重疊-儲存之摺積法
重疊-儲存之摺積法 ( Overlap-save method, Overlap-discard method ) 是一種區塊摺積 ( block convolution, sectioned convolution )，可以有效的計算一個很長的信號 x[n] 和一個 FIR 濾波器 h[n] 的離散摺積。
{\displaystyle {\begin{aligned}y[n]=x[n]\star h[n]\ {\stackrel {\mathrm {def} }{=}}\ \sum _{m=-\infty }^{\infty }h[m]\cdot x[n-m]=\sum _{m=1}^{M}h[m]\cdot x[n-m]\end{aligned}}}
其中 h[m] 在 [1, M] 之外為零。
與重疊-相加之摺積法不同之處在於，重疊-儲存之摺積法所算出的輸出區塊並不重疊 (因此計算上少了將輸出區塊相加所需的加法)，而是每次用的輸入區塊有所重疊。因此實作時每次讀取輸入後需將和下一個輸入重疊的部分儲存起來，作為下一輸入區塊的開頭部份，因此稱為重疊-儲存之摺積法。另外重疊-儲存之摺積法也不需補零。

## 算法
概念上，這個做法是選用一個較短的適當長度 L 來切割 y[n] ，則因為 h[n] 是有限長度，因此在某一區塊內的 y[n] 也只被有限長的 x[n] 區塊（會比 y[n] 分割成的區塊長一點）所決定。因此只要選擇有影響的輸入區塊和 h[n] 摺積，再選擇結果中適當的部分即可得到正確的輸出區塊。
{\displaystyle x_{k}[n]\ {\stackrel {\mathrm {def} }{=}}{\begin{cases}x[n+kL-M]&1\leq n\leq L+M-1\\0&{\textrm {otherwise}}.\end{cases}}}
{\displaystyle y_{k}[n]\ {\stackrel {\mathrm {def} }{=}}\ x_{k}[n]\star h[n]\,}

則對於在 {\displaystyle [kL+1,(k+1)L]} 內的 n ， 輸出 y[n] 可寫成
{\displaystyle {\begin{aligned}y[n]=\sum _{m=1}^{M}h[m]\cdot x[n-m]=\sum _{m=1}^{M}h[m]\cdot x_{k}[n+M-kL-m]&=x_{k}[n+M-kL]\star h[n]\\&{\stackrel {\mathrm {def} }{=}}\ y_{k}[n+M-kL].\end{aligned}}}
所以只需計算 n 在 {\displaystyle [kL+1,(k+1)L]} 中的 yk[n + M - kL] ，亦即 n 在 {\displaystyle [M+1,L+M]} 的 yk[n] 部份即可。因此每一段輸出區塊 yk[n] 的前 M-1 點可丟棄（discard）。

儘管一時看不出切割成區塊的好處為何，但將 xk[n] 做  {\displaystyle N\geq L+M-1\,}  的週期延伸，
{\displaystyle x_{k,N}[n]\ {\stackrel {\mathrm {def} }{=}}\ \sum _{k=-\infty }^{\infty }x_{k}[n-kN],}
則  {\displaystyle (x_{k,N})\star h\,}  和  {\displaystyle x_{k}\star h\,}  這兩個摺積在 {\displaystyle [M+1,L+M]} 的部份相等。所以可以將線性摺積改以 {\displaystyle N\,} 點圓周摺積計算，結果的 {\displaystyle [M+1,L+M]} 部分作為輸出 y[n] 在 {\displaystyle [kL+1,(k+1)L]} 的部份。由於每段 xk[n] 原本就有  {\displaystyle L+M-1\,}  長，所以選擇  {\displaystyle N=L+M-1\,}  的話輸入 x[n] 就不需補零。
改以圓周摺積計算後即可藉圓周摺積定理
{\displaystyle y_{k}[n]={\textrm {IFFT}}\left({\textrm {FFT}}\left(x_{k}[n]\right)\cdot {\textrm {FFT}}\left(h[n]\right)\right)}
轉換成三次 {\displaystyle N\,} 點快速傅立葉變換和 {\displaystyle N\,} 次乘法，使原本每段 O(N2) 的運算量減少至 O(N logN)，速度大幅增加。

### 準程式碼
```
   
(
Overlap-save algorithm for linear convolution
)

   //////// revised by fantastic ////////
   N = length(x), M = length(h)
   O = M – 1;	// overlap length must be M-1
   L = M;	// >=1 is OK
   P = O + L;
   H = FFT(h, P);	// just calc once
   idx = - (O - 1);	// starting index which is offset M-1 in matlab
   
while
 (idx <= N)
       i1 = max(1, idx);	// must be >= 1
       i2 = min(N, idx+P-1);	// must be <= N
       yt = IFFT( FFT(x(i1:i2), P).*H, P );
       y(idx:idx+P-M) = yt(M:P);	// discard first M-1 values and concatenate the remaining
       idx = idx + L;
   
end

   y = y(1:M+N-1);	// the first M+N-1 values are the convolution result
```

## 區塊長度的選擇
當 x[n] 的長度 N'  和 h[n] 的長度 M 相差太大時（例如 M  < log2N'  ），直接摺積（不透過圓周摺積和 FFT ）反而最快。而當 N'  和 M 差不多在同一個數量級時，不用分割，也就是只有一塊長度 L = N'  的區塊去做 FFT 即可。而當 N'  比 M 大了不少，卻沒大太多時，區塊長度 L 就需要選擇。除了與 N'  和 M 相關以外，也要考慮當兩者相除有餘數時，剩下一小段的輸入可能會造成浪費。

## 外部連結
- DSP class Fall 2005 Lecture08[永久] at The University of Texas at Arlington]